# Эль-Газаль
Эль-Газа́ль (араб. بحر الغزال‎, Бахр-эль-Газаль) — река в Южном Судане, левый приток Белого Нила.
Название переводится как «Море газелей». Образуется слиянием рек Джур и Бахр-эль-Араб. Впервые была отмечена на карте в 1772 году французским географом Жаном Батистом Бургиньоном де Анвилем. Судоходна от слияния вышеупомянутых рек (в период летних дождей от города Вау на реке Джур).

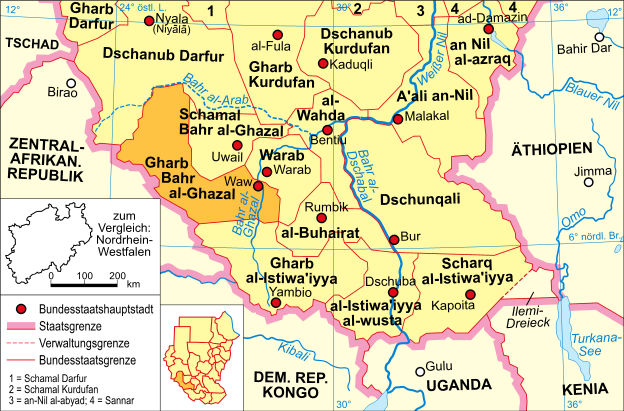